# Paucivena reticulata
Paucivena reticulata är en fjärilsart som beskrevs av Davis 1975. Paucivena reticulata ingår i släktet Paucivena och familjen säckspinnare. Inga underarter finns listade i Catalogue of Life.